# Межвиды (Карсавский край)
Ме́жвиды (Межвиди; латыш. Mežvidi) — населённый пункт в Карсавском крае Латвии. Административный центр Межвидской волости. Рядом с селом проходит европейский маршрут E 262. Расстояние до города Лудза составляет около 49 км.
По данным на 2017 год, в населённом пункте проживало 184 человека. Есть волостная администрация, начальная школа, народный дом, библиотека, железнодорожная станция на линии Карсава — Резекне I.

## История
Населённый пункт возник в XIX веке как посёлок при станции Ивановка на Петербурго-Варшавской железной дороге. Входил в состав Режицкого уезда Витебской губернии. После обретения Латвией независимости был переименован в Межвиды. В 1935 году в селе Межвиды было 18 домов и 84 жителя, в том числе 69 латышей, 8 евреев, 4 русских, 2 поляка и 1 немец.
В советское время населённый пункт был центром Межвидского сельсовета Лудзенского района. В селе располагалась центральная усадьба совхоза «Межвиды».